# ルイス・ロッサ
ルイス・ロッサ（Luis Llosa, 1951年4月18日 - ）は、ペルーの映画監督・プロデューサー・脚本家。

## 人物
第59回ベルリン国際映画祭で金熊賞を受賞した『悲しみのミルク』の監督クラウディア・リョサは姪にあたる。

## 主な作品
- 大統領暗殺指令 Hour of the Assassin (1987)
- Crime Zone (1989)
- 山猫は眠らない Sniper (1993)
- アマゾン Eight Hundred Leagues Down the Amazon (1993)
- サンドラ・ブロック in アマゾン（英語版） Fire on the Amazon (1993)
- スペシャリスト The Specialist (1994)
- アナコンダ Anaconda (1997)
- The Feast of the Goat (2005)[2]